# Joseph Dergham
Joseph Dergham (* 23. April 1930 in Ebrine, Libanon; † 28. Oktober 2015) war maronitischer Bischof von Kairo.

## Leben
Joseph Dergham empfing die Priesterweihe in der mit der römisch-katholischen Kirche unierten maronitischen Kirche am 12. April 1959.
Am 5. Juni 1989 wurde er von Papst Johannes Paul II. zum Bischof der Eparchie Kairo der Maroniten ernannt. Die Bischofsweihe spendete ihm am 16. September 1989 der Patriarch der Maroniten des Libanon, Nasrallah Boutros Sfeir; Mitkonsekratoren waren sein Vorgänger Joseph Merhi und Georges Abi-Saber, Weihbischof in Antiochien. Seinem Rücktrittsgesuch wurde am 18. September 2005 durch Papst Benedikt XVI. stattgegeben.